# Люття
Люття (Люто) — пресноводное озеро на территории Костомукшского городского округа Республики Карелии.

## Общие сведения
Площадь озера — 2,5 км², площадь водосборного бассейна — 58,5 км². Располагается на высоте 217,8 метров над уровнем моря.
Форма озера лопастная, продолговатая: оно вытянуто с северо-запада на юго-восток. Берега изрезанные, каменисто-песчаные, преимущественно возвышенные.
Через озеро протекает река Люттяйоки, впадающая в озеро Каменное, из которого берёт начало река Каменная. Последняя впадает в озеро Нюк, из которого берёт начало река Растас, впадающая в реку Чирко-Кемь.
В озере расположено не менее семи безымянных островов различной площади.
Код объекта в государственном водном реестре — 02020000911102000005476.